# Sean Maye
Sean Maye (* 24. Juni 1969) ist ein ehemaliger US-amerikanischer Sprinter, der sich auf den 400-Meter-Lauf spezialisiert hat. Seinen größten Erfolg feierte er mit dem Gewinn der Goldmedaille in der 4-mal-400-Meter-Staffel bei den Hallenweltmeisterschaften 1997 in Paris.

## Sportliche Laufbahn
Sean Maye wuchs in Atlanta auf und absolvierte ein Studium an der Brigham Young University. Erste internationale Erfahrungen sammelte er im Jahr 1997, als er bei den Hallenweltmeisterschaften in Paris mit der US-amerikanischen 4-mal-400-Meter-Staffel in 3:04,94 min gemeinsam mit Jason Rouser, Mark Everett und Deon Minor die Goldmedaille gewann. Es blieb seine einzige Meisterschaftsteilnahme, ehe er 2008 seine aktive beendete.

## Persönliche Bestzeiten
- 200 Meter: 20,89 s, 23. April 1994 in Provo
- 400 Meter: 45,83 s, 8. April 1994 in Knoxville
  - 400 Meter (Halle): 46,20 s, 28. Februar 1997 in Atlanta